# Torneo de Cleveland 2022

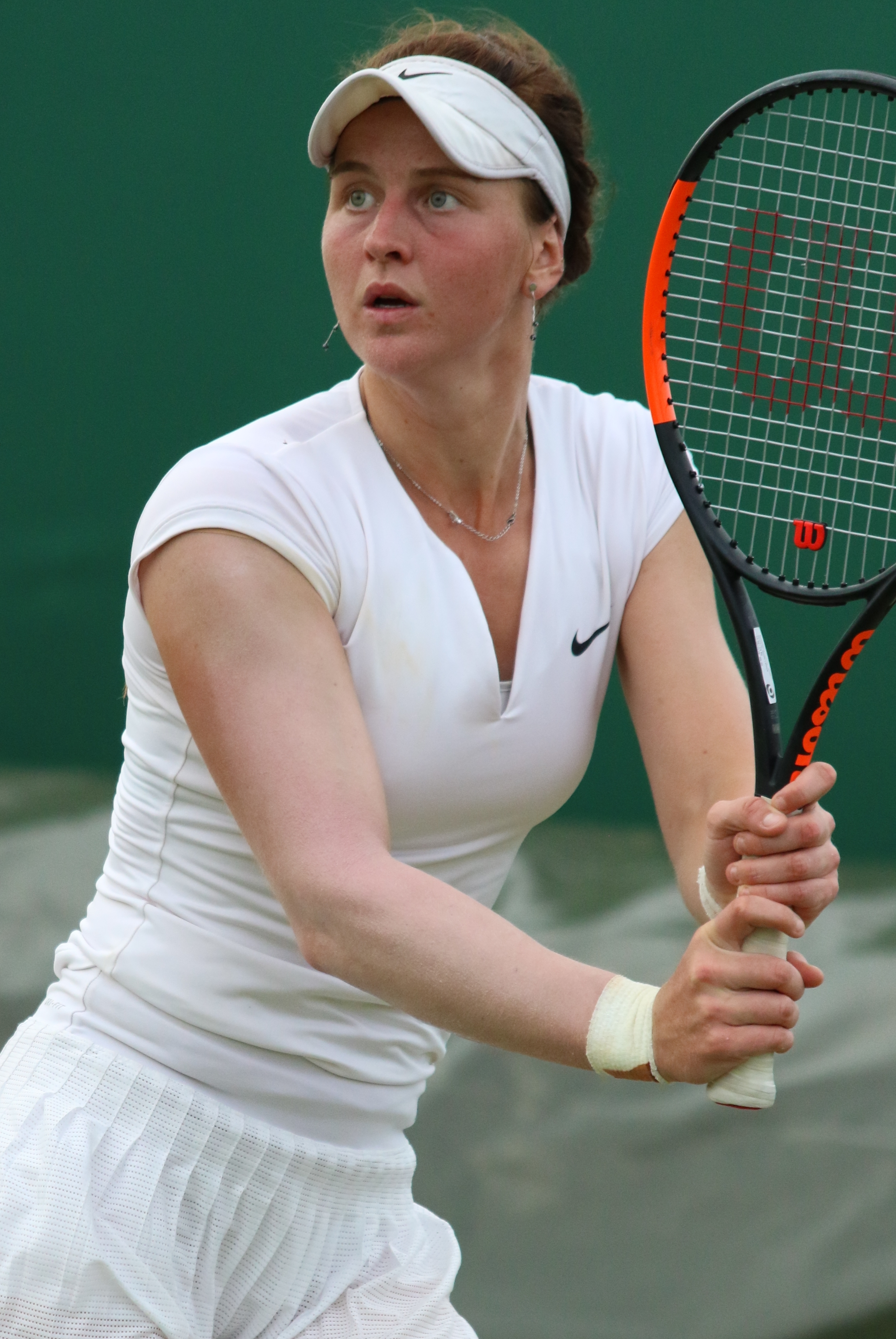
Liudmila Samsónova

El Tennis in Cleveland 2022 fue un torneo profesional de tenis que se jugó en canchas duras. Fue la 2ª edición del torneo, y formó parte de los torneos WTA 250 del 2022. Tuvo lugar en Cleveland, Estados Unidos entre el 22 de agosto y el 28 de agosto de 2022. Este perteneció a un conjunto de torneos que formaron el US Open Series 2022.

## Cabezas de serie

### Individuales femenino
| Tenista               | Ranking | Preclasificada |
| Barbora Krejčiková    | 19      | 1              |
| Martina Trevisan      | 26      | 2              |
| Ekaterina Alexandrova | 23      | 3              |
| Elise Mertens         | 33      | 4              |
| Irina-Camelia Begu    | 34      | 5              |
| Caroline Garcia       | 35      | 6              |
| Aliaksandra Sasnovich | 36      | 7              |
| Alizé Cornet          | 37      | 8              |

- Ranking del 15 de agosto de 2022.

### Dobles femenino
| Tenista                         | Ranking | Preclasificadas |
| Nicole Melichar Ellen Perez     | 62      | 1               |
| Shuko Aoyama Hao-ching Chan     | 64      | 2               |
| Anna Danilina Aleksandra Krunić | 66      | 3               |
| Eri Hozumi Makoto Ninomiya      | 72      | 4               |

## Campeonas

### Individual femenino
Liudmila Samsónova venció a  Aliaksandra Sasnóvich por 6-1, 6-3

### Dobles femenino
Nicole Melichar /  Ellen Perez vencieron a  Anna Danilina /  Aleksandra Krunić por 7-5, 6-3